# Ognica
Ognica, německy Nipperwiese, je vesnice ve gmině Widuchowa v okrese Gryfino v Západopomořanském vojvodství a v západním Polsku. Nachází se také na pravém břehu veletoku Odra na německo-polské státní hranici a na rozhraní geomorfologických celků Dolina Dolnej Odry a Pojezierze Myśliborskie. Ognica je sídlem sołectwa.

## Historie a popis
V obci se nachází kostel sv. Hedviky Slezské (kościół pw. św. Jadwigi Śląskiej), postavený v 15. století z bludných balvanů. Po druhé světové válce bylo původní německé obyvatelstvo odsunuto. Ve středověku zde existovala tvrz. V letech 1975–1998 vesnice patřila do dnes již zaniklého Štětínského vojvodství (Województwo szczecińskie). V roce 2021 zde trvale žilo 424 obyvatel. Nejbližším sousedním sídlem je vesnice Krzywinek.

## Turistika
Ognica leží na dálkové cyklistické trase Szlak Zielona Odra.

## Galerie

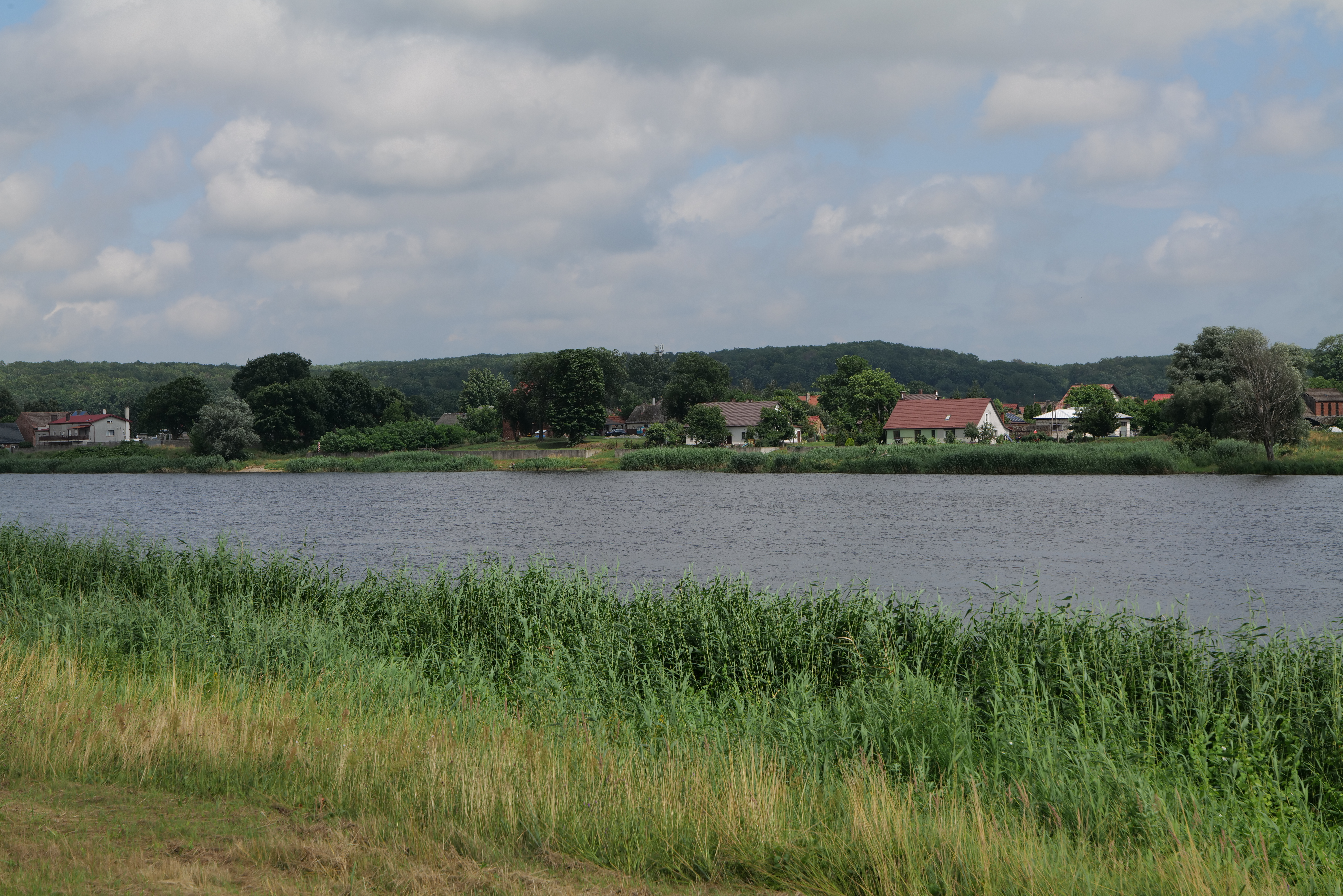
Ognica v pohledu z Německa